# Tobin Heath
Tobin Powell Heath (Morristown, Nueva Jersey, Estados Unidos; 29 de mayo de 1988) es una futbolista estadounidense profesional por OL Reign, de la NWSL. Juega como extremo en la selección de Estados Unidos desde el 2008 hasta el 2021. Ganó dos veces el oro y una vez el bronce en los Juegos Olímpicos y dos veces el Mundial de Fútbol Femenino con los Estados Unidos. También ha ganado dos Campeonatos de la NWSL con Portland Thorns FC. La Federación de Fútbol de Estados Unidos describe a Heath como "quizás la jugadora más técnica de Estados Unidos" y fue votada como la Atleta del Año del fútbol estadounidense en 2016.
Normalmente Heath juega como delantera o como mediocampista ofensiva, y principalmente del lado izquierdo y derecho en la selección nacional. Su carrera empezó en los New Jersey Wildcats en 2004-05, Hudson Valley Quickstrike Lady Blues en 2007 y Pali Blues en 2009. Su carrera universitaria fue con las North Carolina Tar Heels entre 2006 y 2009, con quienes ganó el campeonato universitario de la NCAA tres veces, en 2006, 2008 y 2009. Su carrera como profesional empezó en la Women's Professional Soccer League, y estuvo una temporada con Atlanta Beat (2010), una temporada con Sky Blue FC (2011) y una temporada con New York Fury, hasta que esta liga quebró en 2012. Jugó en Francia con Paris Saint-Germain durante la temporada 2013–14 antes de pasarse al Portland Thorns FC, cuando se creó la NWSL. Posteriormente fue cedida al club Manchester United Women Football Club en septiembre de 2020 junto con su compañera de selección nacional Christen Press.

## Vida personal y educación
Heath nació en Morristown, Nueva Jersey, y sus padres son Jeff y Cindy Heath. Creció en Basking Ridge, Nueva Jersey. Tiene un hermano más joven, Jeffrey, y dos hermanas mayores, Perry y Katie, muy activas en las organizaciones Athletes in Action y Champions for Christ. Heath empezó a jugar al fútbol a los 4 años en la parte trasera de un YMCA que quedaba cerca de su casa. Se ha descripto a sí misma como una creyente devota y orgullosa de la fe cristiana y es muy cercana con su familia.
Heath terminó sus estudios secundarios en la Ridge High School de Basking Ridge en el 2006, donde jugó al fútbol por tres años. También jugó para el equipo local PDA Wildcats. 
Heath está en pareja con la jugadora Christen Press desde hace años e hicieron pública su relación en julio de 2022 en los premios ESPY. Ambas son compañeras de equipo en la Selección de Estados Unidos y también lo fueron durante su paso por Manchester United (2020-21). También son fundadoras de la empresa re-inc junto con las jugadoras Megan Rapinoe y Meghan Klingenberg.

### North Carolina Tar Heels
Heath fue admitida en la Universidad de Carolina del Norte (UNC) durante su penúltimo año en la escuela secundaria.No jugó al fútbol en su último año porque decidió jugar con varones para estar mejor preparada. En su primer año con las Tar Heels, en 2006, fue parte del equipo que ganó el campeonato nacional ese año e hizo 23 apariciones como mediocampista izquierda, 22 de las cuales la tuvieron como titular. Hizo cuatro goles y asistió nueve. En su segundo año en UNC, anotó dos goles, asistió cinco y fue elegida para el First-Team NSCAA All-American y First-Team All-ACC (Atlantic Coast Conference). En su tercer año, anotó ocho goles e hizo ocho asistencias, lo cual ayudó a la UNC a tener un récord de 25-1-2 así como también a ganar el título nacional. En su último año en esta universidad, hizo cinco goles y asistió diez. Fue elegida para el NCAA All-Tournament Team y salió segunda en la elección del trofeo MAC Hermann, que se le da al jugador más importante del fútbol universitario estadounidense.
Heath ayudó a la UNC a ganar los campeonatos de 2006, 2008 y 2009 de la NCAA Division I Women's Soccer Championship así como también a conseguir cuatro títulos consecutivos de la Atlantic Coast Conference. Su entrenador en la universidad, Anson Dorrance, comentó que Heath prefería hacerle caños a sus rivales antes que gambetearlos.

## Carrera en clubes

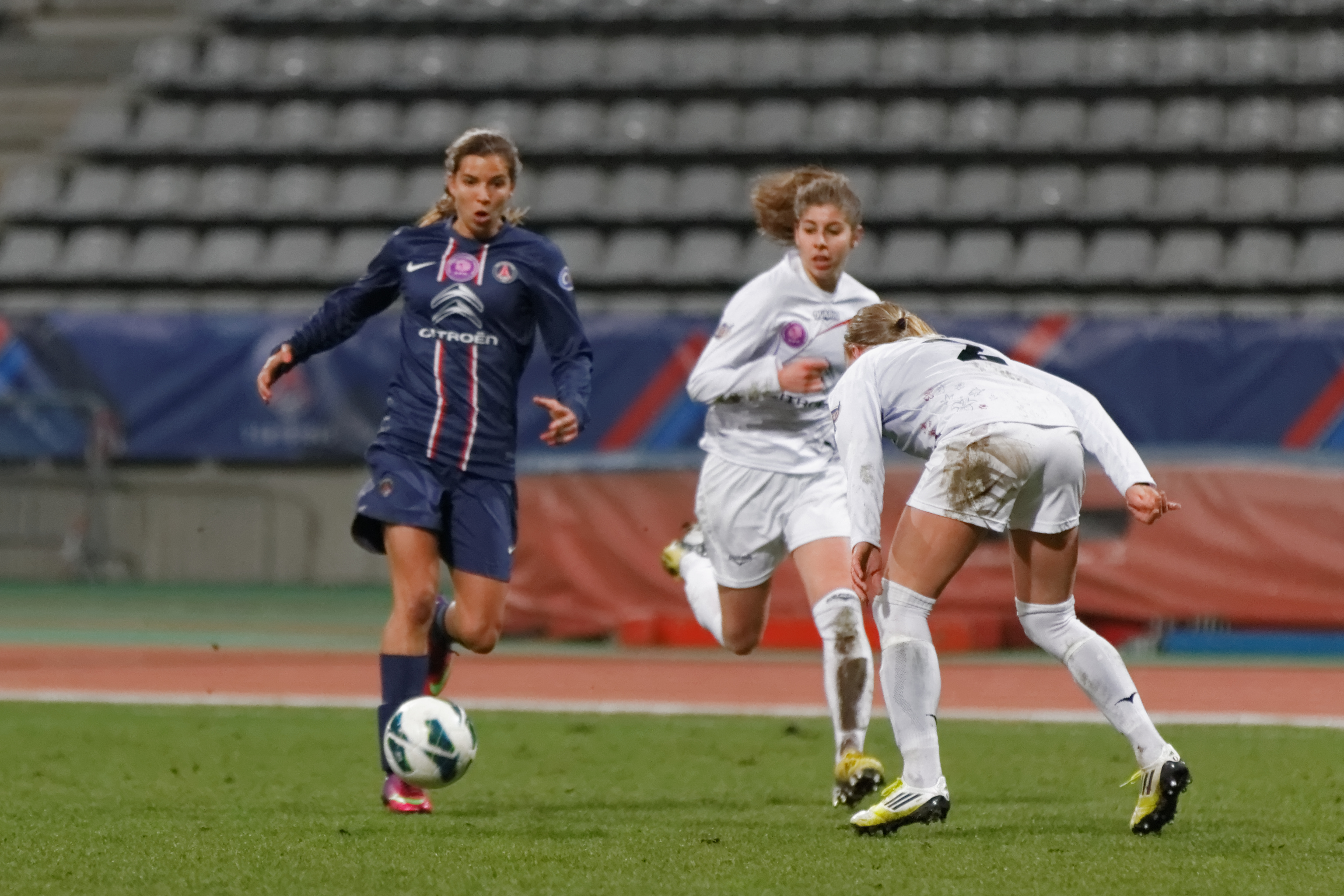
Heath jugando por el PSG en 2013.

### USL W-League (2004-2009)
Desde 2004 hasta 2006, Heath jugó con las New Jersey Wildcats, actualmente conocidas como PSA Wildcats, y ayudó al equipo a ganar el Campeonato USL W-League en 2005 y a salir segundo en el 2004. También ayudó al equipo a convertirse campeón de la USL W-League División Noreste en 2004, 2005 y 2006. Al año siguiente jugó para Hudson Valley Quickstrike Lady Blues y el equipo terminó segundo en su división y llegó a la semifinal de la Conferencia 2007. En 2009 jugó una temporada con las Pali Blues de California, con quienes ganó el título de la Conferencia del Oeste de la USL W-League y el Campeonato W-League. En las Pali Blues compartió equipo con jugadoras como Christen Press, Kelley O'Hara y Alex Morgan, entre otras.

### Women's Professional Soccer (2010–11)
En 2010, Heath fue la primera elegida del draft universitario para integrar la Women's Professional Soccer (WPS) y fue seleccionada para jugar en el equipo Atlanta Beat. Luego de sufrir una lesión en el tobillo derecho en su tercer partido con el equipo, se perdió el resto de la temporada 2010. Fue titular en las tres apariciones que hizo para el club.
El 10 de diciembre de 2010, Heath, junto con Eniola Aluko y Angie Kerr, compañeras de equipo de Atlanta Beat, fueron transferidas al Sky Blue FC a cambio de la cuarta y de la octava pick en el draft universitario de 2011. Heath hizo 12 apariciones para Sky Blue, y fue titular en tres de esos partidos. El equipo terminó quinto en la temporada, con 5 partidos ganados, 2 empatados y 9 perdidos.

### New York Fury (2012)
Con la desaparición de la Women's Professional Soccer League en 2012, Heath se unió al equipo New York Fury de la WPSL Elite League. Al principio de la temporada se estaba recuperando de una lesión en el talón. Cuando se recuperó, jugó un partido con el equipo y luego fue llamada a la Selección Nacional de Estados Unidos.

### Paris Saint-Germain (2013–2014)
En 2013, Heath firmó un contrato de seis meses con el Paris Saint-Germain (PSG) en la Division 1 Féminine, de la liga francesa, hasta el final de la temporada el 23 de mayo de 2013. Hizo cinco goles en los 12 partidos en los que jugó. Ella se refirió a esos seis meses como una parte fundamental en su educación como futbolista.
Heath, ya jugando para Portland Thorns, regresó al PSG desde septiembre de 2013 hasta junio de 2014, luego de haber sufrido una lesión en el Campeonato 2013 de la NWSL. Durante esta segunda etapa en PSG, jugó en 7 partidos pero no anotó en ninguno.

### Portland Thorns FC (2013–2020)
El 11 de enero de 2013, la recientemente creada National Women's Soccer League (NWSL) anunció que Heath sería una de las siete jugadoras del recientemente fundado Portland Thorns FC. Luego de completar su temporada con Paris-Saint Germain, Heath se unió a Thorns en julio de 2013, ayudando así al equipo a conseguir un tercer puesto en la NWSL. Las Thorns terminaron ganando el Campeonato 2013 de la NWSL luego de derrotar al Western New York Flash por 2-0, con Heath anotando el gol de la victoria con un tiro libre. Fue votada como la Jugadora Más Valiosa (MVP) de ese partido.
Durante el principio de la temporada 2016, Heath consiguió cinco asistencias en cinco partidos, siendo dos de ellas en una victoria 2-1 contra Orlando Pride, y se ganó así el título de Jugadora del Mes de la NWSL en abril. También anotó su primer gol de la temporada contra el Washington Spirit, y el mismo fue votado como gol de la semana por los fanes. Además, fue nombrada Jugadora de la Semana de la NWSL durante la sexta semana de la temporada. Heath consiguió su décima asistencia de la temporada en el partido final de Portland contra Sky Blu FC, rompiendo así un récord anterior de 9 asistencias hechas por una jugadora en una temporada. Fue nombrada capitana del equipo cuando Christine Sinclair se lesionó durante la temporada.
Heath se perdió la mayoría de la temporada 2017 por culpa de una lesión en la espalda que le impidió jugar. Primero se la describió como una lesión menor que no la alejaría mucho tiempo de las canchas, pero la lesión se extendió por más tiempo del esperado y la jugadora debió ser tratada en Los Ángeles. A fines de agosto volvió a estar disponible para jugar con su equipo. En mayo de ese año, durante su lesión, Portland Thorns anunció que Heath tendría un nuevo rol como Directora Técnica en la academia del club para juveniles. Heath volvió a jugar con el equipo justo a tiempo para el final de la temporada, siendo su debut en esta temporada el 23 de septiembre contra Orlando Pride. Fue titular el 7 de octubre contra ese mismo equipo en la semifinal del Campeonato y ayudó a su equipo a alcanzar la final con una asistencia de Emily Sonnett en un 4-1 a favor de Portland. También participó en la final contra North Carolina Courage que terminó 1-0 para Thorns, que ese año se coronó por segunda vez como el equipo campeón de la NWSL.
Durante la final del Campeonato 2017 de la NWSL Heath sufrió otra lesión en un tobillo y tuvo que ser sometida a una cirugía a principios del 2018. Por esa razón, se perdió los primeros cuatro partidos de la temporada 2018, pero volvió como suplente, a fines de abril contra Utah Royals, partido en el cual ingresó en el minuto 57 e hizo un gol 10 minutos después. El partido terminó en un empate 1-1. Durante esa temporada, Heath convirtió 7 goles y consiguió 7 asistencias. Heath anotó otro gol en la semifinal de la temporada contra Reign FC. Portland llegó otra vez a la final del campeonato ese año, pero esta vez fue derrotado por North Carolina Courage 3-0. Al final de la temporada, Heath fue elegida entre las Mejores XI de la NWSL 2018.
Heath tuvo una buena temporada 2019 con su equipo, aunque ese año Portland Thorns no lograron llegar a la final tras ser derrotadas 1-0 en la semifinal por Chicago Red Stars. Tobin Heath fue elegida como Jugadora de la Semana y ganó también el Gol de la Semana durante la primera semana de la temporada.

### Manchester United (2020–2021)
En septiembre de 2020 se dio a conocer su fichaje por el Manchester United de la FAWSL, con contrato por la temporada 2020/21. Su debut en la liga fue contra Brighton, partido en el que registró una asistencia. También registró otra asistencia en su segundo partido, esta vez contra Tottenham, y un gol en su tercer partido de liga contra West Ham.

### Arsenal (2021-2022)
En septiembre de 2021, ella fichó por Arsenal con contrato por 1 año. Convirtió 3 goles y jugó 18 partidos. A finales de abril de 2022 Tobin y Arsenal tras mutuo acuerdo deciden rescindir su contrato antes de finalizar la presente temporada y que pueda regresar a EE.UU para su rehabilitación, debido a una lesión que sufrió en los entrenamientos.

### OL Reign (2022-2025)
En junio de 2022 se da a conocer su fichaje por el OL Reign de la liga NWSL, tras el anuncio de su salida el pasado mes de abril, por parte del Arsenal.

## Carrera internacional

### Selección juvenil
Heath jugó como juvenil para la Selección Femenina de Fútbol de Estados Unidos en varias oportunidades, incluyendo la selección Sub-16 entre 2003-2004 y la Sub-17 entre 2004-2005. Se destacó en el Mundial de Fútbol FIFA Sub-20 que se jugó en Rusia en 2006, a pesar de haber sido una de las últimas incorporaciones en el plantel. En total, Heath hizo 24 apariciones con la Selección Sub-20 de Estados Unidos en 2006 y convirtió cinco goles. También fue parte del equipo de Estados Unidos que ganó la medalla de plata durante los Juegos Panamericanos en Brasil en 2007, donde fue titular durante el partido por el campeonato.

### Selección absoluta

#### 2008-2010
Heath jugó por primera vez con la Selección Mayor de Estados Unidos el 18 de enero de 2008 en un partido contra Finlandia del Torneo de Cuatro Naciones, que se realizó en China. Fue convocada para el plantel del equipo que compitió en los Juegos Olímpicos de Verano 2008 a los 20 años. Jugó en tres partidos durante ese torneo, donde Estados Unidos terminó ganando la Medalla de Oro. Heath fue una de las tres jugadores universitarias que representaron a Estados Unidos en esos Juegos Olímpicos. En total, en 2008 Heath jugó 17 partidos y anotó dos goles con la Selección Mayor. Su primer gol internacional fue contra China en la Copa Algarve en 2008.
En 2009, Heath fue nombrada la Mejor Jugadora Joven de Fútbol de Estados Unidos del Año y jugó dos partidos más con la Selección Mayor, ambos contra Canadá. No jugó para Estados Unidos en 2010 por una enfermedad y por una lesión grave en un tobillo que sufrió durante la temporada con la Women's Professional League.

#### Mundial Femenino de la FIFA 2011
Heath hizo su debut en un Mundial Femenino de Fútbol a los 23 años durante el Mundial que se disputó en Alemania en 2011. Su primera aparición fue en el segundo tiempo de un partido de fase de grupos contra Colombia. En total, Heath hizo cuatro apariciones durante ese Mundial, incluyendo la final, en la cual entró en el minuto 116 del tiempo de descuento. El partido terminó en empate 2-2 y fue a penales. Heath fue la tercera jugadora en patear un penal y su tiro fue atajado por la portera japonesa. Estados Unidos perdió esa final 3-1 por penales.

#### Juegos Olímpicos Londres 2012
Heath fue parte del equipo de Estados Unidos que disputó los Juegos Olímpicos 2012. Fue titular y jugó 90 minutos completos en cuatro de los seis partidos, y consiguió tres asistencias durante ese torneo. Su primer asistencia fue contra Francia, durante la fase de grupos, cuando le envió un centro a Alex Morgan, quien logró hacer el último gol del partido, que terminó 4-2. En su segunda asistencia, contra Colombia, hizo pared con Wambach, quien terminó marcando en un partido que terminó 3-0 a favor de Estados Unidos. Su asistencia final del torneo llegó en los cuartos de final contra Nueva Zelanda, en el minuto 87, cuando hizo un pase largo hacia Sydney Leroux, quien logró anotar y terminar el partido en 2-0.

#### Mundial Femenino de la FIFA 2015
Heath fue titular durante este Mundial, realizado en Canadá, en cinco de los siete partidos que jugó Estados Unidos. En la final del Mundial, Heath anotó en el minuto 54 contra Japón con una asistencia de Morgan Brian. Así, Estados Unidos ganó su tercer Mundial FIFA al derrotar a Japón 5-2.

#### Juegos Olímpicos Río 2016
Heath anotó dos goles para Estados Unidos durante el Preolímpico de Concacaf en 2016, ayudando así a Estados Unidos a calificar para los Juegos Olímpicos de Verano. Heath participó en sus terceros Juegos Olímpicos en 2016. Jugó en tres partidos para Estados Unidos y consiguió dos asistencias. El equipo estadounidense fue eliminado por Suecia en penales en los cuartos de final. 

#### 2016-2018
En 2016, Heath jugó 20 partidos con Estados Unidos, anotó 6 goles y consiguió 8 asistencias. Gracias a su desempeño en la Selección Mayor y con su equipo, Portland Thorns, Tobin Heath fue nombrada la Jugadora de Fútbol Estadounidense del Año.
En 2017, luego de jugar los tres partidos de la SheBelieves Cup, Heath solo pudo jugar con su selección una vez más durante ese año debido a una lesión en la espalda y otra en un tobillo, siendo esta última ocasionada durante la final del Campeonato de la NWSL.
Luego de someterse a una cirugía en el tobillo lesionado en enero de 2018, Heath pudo volver a las canchas el 12 de junio de ese año con su selección en un amistoso contra China, donde anotó el gol que le dio la victoria a Estados Unidos. En el Torneo de las Cuatro Naciones de 2018, Heath anotó en el partido final contra Brasil, ayudando a Estados Unidos a conseguir la victoria 4-1. Estados Unidos ganó ese torneo por diferencia de goles.
Heath logró anotar 4 goles en el Campeonato Femenino de CONCACAF 2018, dos de los cuales fueron en la semifinal contra Jamaica. Estados Unidos ganó ese partido 6-0 y se aseguró así un lugar en el Mundial Femenino de la FIFA 2019. Por su desempeño, fue elegida entre las Mejores XI del torneo. Heath terminó el año 2018 con 7 goles y 6 asistencias con su selección, habiendo aparecido solo en diez partidos. Fue una de las cinco nominadas a Jugadora del Año en Estados Unidos, premio que finalmente se llevó Alex Morgan.

#### Año 2019 y Mundial Femenino de la FIFA 2019
Heath participó nuevamente en la SheBelieves Cup en el año 2019, luego de no haber podido hacerlo el año anterior por una lesión. Hizo dos goles en los tres partidos de ese torneo: uno contra Inglaterra y otro contra Brasil, ambos sin asistencia. Tobin Heath también participó en los partidos amistosos previos al Mundial, anotando en tres de ellos: contra Australia, Nueva Zelanda y México.
Durante el Mundial de Fútbol Femenino de la FIFA 2019, Heath jugó en seis de los siete partidos que disputó Estados Unidos y fue titular en tres de ellos. En la semifinal y en la final jugó casi los 90 minutos completos, siendo sustituida en ambos por Carli Lloyd. En el partido de fase de grupos contra Suecia, fue la responsable de uno de los 2 goles que hizo Estados Unidos, aunque finalmente FIFA terminó considerando que su gol había sido en realidad gol en contra de la arquera sueca. El 7 de julio de 2019, ganó junto con la Selección Femenina de Fútbol de Estados Unidos su segundo Mundial. 
Luego del Mundial de Fútbol, la Selección de Estados Unidos realizó su Victory Tour, una serie de partidos amistosos donde todo el plantel mundialista participó. En esos amistosos, Heath anotó en dos oportunidades: contra Irlanda y contra Portugal.

#### Año 2020
Entre enero y febrero del año 2020 se disputó el Preolímpico Femenino de CONCACAF, torneo que Estados Unidos terminó ganando por quinta vez consecutiva, asegurándose así una plaza en los Juegos Olímpicos Tokio 2020. Debido a un esguince, Heath no jugó en el primer partido de la fase de grupos contra Haití, pero sí lo hizo en los otros dos de esta etapa contra Panamá y Costa Rica. En el partido contra Panamá logró marcar su primer gol del 2020. Estados Unidos ganó la fase de grupos y se enfrentó a México en la semifinal, donde Heath fue titular. No jugó en el partido final contra Canadá, en el cual Estados Unidos terminó imponiéndose por 3-0. A inicios del mes de septiembre se dio a conocer, que ficharía con el Manchester United Women Football Club siendo su segundo club europeo en su carrera profesional; ya que militó en el equipo del París Saint-Germain en 2013. 

## Clubes
| Club                                 | País           | Año         |
| ------------------------------------ | -------------- | ----------- |
| New Jersey Wildcats                  | Estados Unidos | 2005        |
| Hudson Valley Quickstrike Lady Blues | Estados Unidos | 2007        |
| Pali Blues                           | Estados Unidos | 2009        |
| Atlanta Beat                         | Estados Unidos | 2010        |
| Sky Blue F.C.                        | Estados Unidos | 2011        |
| New York Fury                        | Estados Unidos | 2012        |
| París Saint-Germain                  | Francia        | 2013 - 2014 |
| Portland Thorns                      | Estados Unidos | 2013 - 2020 |
| Manchester United                    | Inglaterra     | 2020 - 2021 |
| Arsenal                              | Inglaterra     | 2021 - 2022 |
| OL Reign                             | Estados Unidos | 2022        |

## Palmarés

### Campeonatos nacionales
| Título | Club | País | Año |
| ------ | ---- | ---- | --- |

### Campeonatos internacionales
| Título                 | Equipo         | Sede     | Año  |
| ---------------------- | -------------- | -------- | ---- |
| Juegos Olímpicos       | Estados Unidos | Pekín    | 2008 |
| Copa de Algarve        | Estados Unidos | Portugal | 2008 |
| Torneo Cuatro Naciones | Estados Unidos | China    | 2008 |
| Copa de Algarve        | Estados Unidos | Portugal | 2011 |
| Torneo Cuatro Naciones | Estados Unidos | China    | 2011 |
| Juegos Olímpicos       | Estados Unidos | Londres  | 2012 |
| Copa de Algarve        | Estados Unidos | Portugal | 2013 |
| Copa Mundial de Fútbol | Estados Unidos | Canadá   | 2015 |
| Copa de Algarve        | Estados Unidos | Portugal | 2015 |
| Copa Mundial de Fútbol | Estados Unidos | Francia  | 2019 |
| Juegos Olímpicos       | Estados Unidos | Tokio    | 2020 |

### Distinciones individuales
| Distinción                                          | Año  |
| --------------------------------------------------- | ---- |
| Futbolista Femenina Joven del año en Estados Unidos | 2009 |
| Futbolista Femenina del año en Estados Unidos       | 2016 |